# Буряк триприймочковий
Буряк триприймочковий (Beta trigyna) — вид рослин з родини амарантових (Amaranthaceae), поширений у південно-східній частині Європи та західній Азії.

## Опис
Багаторічна рослина 50–100 см заввишки. Листочки оцвітини плівчасті, пелюсткоподібні, блідо-жовті, рідко білі. Рилець 3. Суцвіття пірамідальні, майже безлисте. Квітки 5-членні, зростаються по 2-3 своїми основами, утворюючи клубочки. Оцвітина твердне при плодах біля основи.

## Поширення
Поширений у південно-східній частині Європи (Україна, Молдова, Болгарія, Хорватія, Македонія, Румунія, Сербія, Східно-Егейські острови) та західній Азії (Туреччина, Вірменія, Азербайджан, Грузія); натуралізований в Італії та Франції; інтродукований до Великої Британії.
В Україні вид зростає на морських узбережжях, солонцях і рудеральних місцях — на півдні Степу (Одеса, Миколаїв) і в Криму.